# Eumerus argyrogaster
Eumerus argyrogaster är en tvåvingeart som beskrevs av Ferguson 1926. Eumerus argyrogaster ingår i släktet månblomflugor, och familjen blomflugor. Inga underarter finns listade i Catalogue of Life.